# Острено Феофан Христофорович
Феофан Христофорович Острено (нар. 1813, Миколаїв, Херсонська губернія, Російська імперія — пом. 12 січня 1874, там само) — контрадмірал російського імператорського флоту, учасник Сінопської битви, поліцмейстер Кронштадту, капітан над портами Східного океану.  

## Життєпис
Народився у 1813 році в Миколаєві в сім'ї капітан-лейтенанта Христофора Анастасійовича Острено, який після виходу у відставку в листопаді 1798 року перебував при миколаївському порту і наглядав за будівництвом Богоявленського морського госпіталю.

### Служба на флоті
27 липня 1827 року вступив до Чорноморського артилерійського училища юнгою. Через шість років, в березні 1833 року, був проведений в юнкери. В цей час здійснив перехід з ескадрою на кораблі «Пам'ять Євстафія» з Севастополя на рейд Буюк-Дере, а звідти з десантними військами прибув до Феодосії.
У 1833—1834 роках на бригу «Улісс» перейшов із Севастополя до Константинополя, звідки ходив в Архіпелаг, на Середземне море і назад. 8 січня 1835 року Острено отримав чин портупей-юнкера, 14 жовтня 1837 року — прапорщика корпусу морської артилерії. У 1839 році на кораблі «Силістрія» ходив біля абхазьких берегів і брав участь у занятті містечок Субаши і Псезуапе, коли був нагороджений орденом Святої Анни IV ступеня з написом «За хоробрість». 14 лютого 1840 року Острено був проведений в мічмани.
Протягом 1840—1842 роках на «Силістрії» Острено крейсував біля берегів Кавказу, а 1843 року на фрегаті «Месемврія» і транспорті «Березань» ходив між Севастополем, Одесою і Константинополем. У 1843—1844 роках на бригу «Неарк» здійснив перехід із Севастополя до Константинополя і далі до Архіпелагу, Середземного моря і назад. У 1845 році на фрегаті «Марія» ходив між Севастополем і Одесою, а потім на «Силістрії» крейсував у Чорному морі. 7 квітня 1846 року Острено був проведений в лейтенанти.
У 1846—1852 роках на фрегатах «Кагул», «Коварна» і кораблі «Ягудіїл» знову крейсував біля абхазьких берегів. У 1848 році був нагороджений орденом Святої Анни III ступеня. 26 листопада 1852 року Острено призанчений старшим ад'ютантом штабу 5-ї флотської дивізії. У 1853 році на кораблі «Дванадцять Апостолів» крейсував біля берегів Анатолії, потім служив на кораблі «Імператриця Марія».

### Сінопська битва і подальша служба
Брав участь у Сінопській битві на кораблі «Великий князь Костянтин» як старший ад'ютант при штабі віцеадмірала П. С. Нахімова. У поданні до чину капітан-лейтенанта й ордена Святого Володимира IV ступеня з бантом Нахімов так відгукувався про Острено: «Постійно перебував при мені і спостерігав за виконанням усіх моїх розпоряджень. Бачачи в ньому позитивну рішучість, мужню холоднокровність і хоробрість, я передав йому мій план бою і впевнений, якби мене не стало, то він завершив би його також успішно».
Виконуючи доручення Нахімова, Острено, незважаючи на триваючий обстріл з боку турецьких кораблів, зумів підійти на шлюпці до корабля «Париж» і передати його командиру — капітану 1-го рангу Істоміну — донесення і подяку командувача. За участь в Сінопській битві лейтенант Острено був нагороджений орденом Святого Володимира IV ступеня з мечами і проведений за відзнаку в капітан-лейтенанти.
З 13 вересня 1854 до 27 серпня 1855 року перебував у гарнізоні Севастополя на посаді старшого ад'ютанта штабу 5-ї флотської дивізії і чергового штаб-офіцера по ескадрі на Севастопольському рейді. За відзнаку при бомбардуванні був нагороджений орденом Святої Анни II ступеня з імператорською короною. За підтримання порядку на мосту через Севастопольську бухту під час переходу гарнізону на Північний бік у ніч із 27 на 28 серпня 1855 року удостоєний золотої шаблі з написом «За хоробрість». Цього ж року у зв'язку з 25-річчям служби на флоті був нагороджений орденом Святого Георгія IV ступеня. 27 липня 1854 року капітан-лейтенант Острено підписав розклад кораблів ескадри віцеадмірала П. С. Нахімова, призначених у крейсерство.
14 квітня 1858 року Феофан Острено був призначений помічником капітана над Кронштадтським портом, а наступного року — 8 вересня 1859 — провели в капітани 1-го рангу. 4 квітня 1860 року був призначений кронштадтським поліцмейстером, але на цій посаді пробув недовго. 12 лютого 1862 року Острено призначили капітаном над портами Східного океану. Там же 1864 року його нагородили орденом Святого Володимира III ступеня з мечами. Цю посаду Острено обіймав до 22 березня 1865 року, коли його відрахували з посади з переведенням на Балтійський флот, де незабаром, 29 березня, був зарахований до резервного флоту, а ще за тиждень, 5 квітня 1865 року, був звільнений зі служби з призначенням у контрадмірали.
Після виходу на пенсію контрадмірал Острено у відставці жив із сім'єю в Миколаєві. Помер 12 січня 1874 року від набряку легенів і був 14 січня похований на старому Миколаївському некрополі разом із матір'ю, Ганною Йосипівною, яка померла 12 лютого 1863 року. Згодом, у цій же могилі був похований і молодший брат Феофана Острено — церковний староста Свято-Миколаївської міської церкви Іван Христофорович Острено.

## Увічнення пам'яті
Ім'я Феофана Христофоровича Острено носить мис у затоці Петра Великого, обстежений і названий 1863 року експедицією підполковника В. М. Бабкіна.

## Нагороди
- Орден Святої Анни IV ступеня з написом «За хоробрість» (1839);
- Орден Святої Анни III ступеня (1848);
- Орден Святого Володимира IV ступеня з мечами (1853);
- Орден Святої Анни II ступеня з імператорською короною (1854);
- Золота шабля «За хоробрість» (1855);
- Орден Святого Георгія IV ступеня (1855);
- Орден Святого Володимира III ступеня з мечами (1864).